# Jan Brademann
Jan Brademann (* 1977 in Wolfen) ist ein deutscher Historiker und Archivar. 

## Leben
Brademann studierte seit 1998 Geschichte, Politikwissenschaften sowie Landesgeschichte an der Martin-Luther-Universität Halle-Wittenberg und der Universität Caen. Das Studium beendete er 2004 mit dem Magister, seine Magisterarbeit Autonomie und Herrscherkult. Adventus und Huldigung in Halle (Saale) in Spätmittelalter und früher Neuzeit erschien 2006 als 14. Band der Reihe Studien zur Landesgeschichte im Mitteldeutschen Verlag. Von 2005 und 2006 arbeitete er als wissenschaftliche Hilfskraft in der Abteilung für Westfälische Landesgeschichte an der Westfälischen Wilhelms-Universität Münster. Ab 2006 bis 2011 war er Mitarbeiter im Teilprojekt Profan und heilig. Kirchhöfe als Ort und Räume symbolischer Kommunikation in der ländlichen Gesellschaft Westfalens. 
Bereits 2010 promovierte Brademann an der Universität Münster bei Werner Freitag mit einer Dissertation über die Kirchhöfe und Begräbniskultur im Münsterland in der Frühen Neuzeit. Für die Arbeit erhielt er 2012 den Karl-Zuhorn-Preis. Von 2011 bis 2015 arbeitete er als wissenschaftlicher Assistent an der Fakultät für Geschichtswissenschaft, Philosophie und Theologie der Universität Bielefeld, am Lehrstuhl von Andreas Suter. Seit 2015 ist er Mitarbeiter im Archiv der Evangelischen Landeskirche Anhalts in Dessau. Nach einem Masterstudiengang in Archivwissenschaft an der Fachhochschule Potsdam, den er 2019 abschließen konnte, übernahm er noch im gleichen Jahr die Leitung des Archivs. 
Brademann ist Autor, Herausgeber und Rezensent zahlreicher geschichtswissenschaftlicher Fachveröffentlichungen und Mitautor der Mitteilungen des Vereins für Anhaltische Landeskunde. Sein wichtigstes Forschungsinteresse gilt,  epochenübergreifend, der Kirchengeschichte Anhalts. Sie bildet zugleich den Schwerpunkt seiner historischen Bildungsarbeit. Daneben beschäftigt er sich mit Historiographiegeschichte und Archivgeschichte. Seit 2015 ist er ordentliches Mitglied der Historischen Kommission für Sachsen-Anhalt.
Brademann ist verheiratet und Vater von zwei Töchtern und einem Sohn. Die Familie wohnt in Dessau.

## Veröffentlichungen (Auswahl)

### Autor
- Autonomie und Herrscherkult. Adventus und Huldigung in Halle (Saale) in Spätmittelalter und früher Neuzeit. (Magisterarbeit), Mitteldeutscher Verlag, Halle 2006, ISBN 978-3-89812-270-2.
- Mit den Toten und für die Toten. Zur Konfessionalisierung der Sepulkralkultur im Münsterland (16. bis 18. Jahrhundert). (Dissertationsschrift), Rhema, Münster 2013, ISBN 978-3-86887-016-9.
- Freiheit und Bekenntnis. Die anhaltische Kirchenverfassung von 1920. Evangelische Landeskirche Anhalt, Dessau-Roßlau 2021, ISBN 978-3-9819215-4-0.

### Herausgeber
- Leben bei den Toten. Kirchhöfe in der ländlichen Gesellschaft der Vormoderne. mit Werner Freitag, Rhema, Münster 2007, ISBN 978-3-930454-79-2.
- Liturgisches Handeln als soziale Praxis. Kirchliche Rituale in der Frühen Neuzeit. mit Kristina Thies, Rhema, Münster 2014, ISBN 978-3-86887-023-7.
- Konjunkturen konfessioneller Differenz? Lutheraner und Reformierte zwischen Westfälischem Frieden und Union. mit Marianne Taatz-Jacobi, Rhema, Münster 2018, ISBN 978-3-86887-045-9.
- Weibliche Diakonie in Anhalt. Zur Geschichte der Anhaltischen Diakonissenanstalt Dessau. Mitteldeutscher Verlag, Halle 2019, ISBN 978-3-96311-104-4.
- Evangelische Kirche im Freistaat Anhalt. Erinnerungen von Oberkirchenrat Franz Hoffmann an die Jahre 1918 bis 1923. Mitteldeutscher Verlag, Halle 2021, ISBN 978-3-96311-452-6.
- "Im Kampf für Gottes Volk"? Nationalismus in der anhaltischen Kirche 1918-1945. Landesamt für Denkmalpflege und Archäologie Sachsen-Anhalt, Halle 2023, ISBN 978-3-948618-69-8.
- Herausgefordert. Die anhaltische Landeskirche zwischen 1945 und 1969. mit Lambrecht Kuhn und Joachim Liebig Evangelische Verlagsanstalt, Leipzig 2024, ISBN 978-3-374-07707-6.